# Thomas Kirdorf
Thomas Kirdorf (* 1954) ist ein deutscher Drehbuch- und Hörspielautor.
Kirdorf lebt als Drehbuch- und Hörspielautor in der Nähe von Mainz. Neben mehr als 40 Drehbüchern zu Fernsehfilmen verfasste er mehrere Hörspiele. Die Sache wurde im November 1985 als Hörspiel des Monats ausgezeichnet. Für ein SFB-Feature über die Marke Nivea (Aus dem Leben einer Cremedose oder: Wie eine Weltmarke entsteht) gewann er 1990 den Ernst-Schneider-Preis in der Kategorie Hörfunk.

## Filmografie (Drehbücher)
- 1990: Der neue Mann
- 1991: Hausmänner
- 1992: 5 Zimmer, Küche, Bad
- 1993: Ein unmöglicher Lehrer
- 1995: Der Neger Weiss
- 1995: Zoff und Zärtlichkeit
- 1995: Eine mörderische Liebe
- 1996: Der Sohn des Babymachers
- 1996: Rache ist süß
- 1996: Eine fast perfekte Liebe
- 1997: Der Coup
- 1998: Walli, die Eisfrau
- 1999: Gefährliche Hochzeit
- 1999: Verliebt in eine Unbekannte
- 2000: Liebe und andere Lügen
- 2001: Oh du Liebezeit
- 2001: Der kleine Mann
- 2002: Ein Albtraum von 3 1/2 Kilo
- 2003: Fliege kehrt zurück
- 2003: Alpenglühen
- 2004: Küss mich, Kanzler!
- 2004: Zwischen Liebe und Tod
- 2004: Fliege hat Angst
- 2005: Alpenglühen zwei – Liebe versetzt Berge
- 2005: Erinnere dich, wenn du kannst!
- 2005: Heirate meine Frau
- 2007: Annas Alptraum kurz nach 6
- 2009: Die göttliche Sophie
- 2011: Die göttliche Sophie – Das Findelkind
- 2013: Der Vollgasmann
- 2013: 24 Milchkühe und kein Mann
- 2014: Das Glück der Anderen
- 2014: Ein Sommer in Amsterdam
- 2015: Ein Sommer in Griechenland
- 2015: Hochzeitskönig
- 2016: Ein Sommer auf Lanzarote
- 2016: Keine Ehe ohne Pause
- 2016: Das beste Stück vom Braten
- 2017: Verliebt in Amsterdam
- 2018: Ein Sommer in Vietnam
- 2019: Ein Sommer in der Toskana
- 2020: Ein Sommer auf Mykonos

## Hörspiele
- 1985: Die Sache – Regie: Bernd Lau (Science-Fiction-Hörspiel – HR/SDR)
  - Auszeichnung: Hörspiel des Monats Oktober 1985
- 1987: Ageville – Regie: Bernd Lau (Original-Hörspiel, Science-Fiction-Hörspiel – HR/SWF/SR)
- 1990: Science Fiction: Queensfield – Regie: Jürgen Dluzniewski (Science-Fiction-Hörspiel – HR)
- 1992: Der Kongreß der Komiker – Regie: Hans Gerd Krogmann (Originalhörspiel – HR/Funkhaus Berlin/ORF)

Quelle: ARD-Hörspieldatenbank